# (522) Helga
(522) Helga ist ein Asteroid des Hauptgürtels, der am 10. Januar 1904 vom deutschen Astronomen Max Wolf in Heidelberg entdeckt wurde. 
Die Herkunft des Namens ist unbekannt.